# Charles Wesley
Pour les articles homonymes, voir Wesley.
Charles Wesley, né le 18 décembre 1707 à Epworth et mort le 29 mars 1788 à Londres, est un chef de file du mouvement méthodiste. Il est surtout connu pour ses six mille cinq cents hymnes religieux.
Wesley est né à Epworth, Lincolnshire, fils du prêtre et poète anglican Samuel Wesley de sa femme Susanna. Il était le frère cadet du fondateur méthodiste John Wesley et du prêtre anglican Samuel Wesley (le Jeune), et père du musicien Samuel Wesley, et le grand-père du musicien Samuel Sebastian Wesley.
Il fait ses études à Oxford, où ses frères avaient également étudié, et il y a formé le « Holy Club » avec certains de ses camarades en 1729. John Wesley a ensuite rejoint ce groupe, tout comme George Whitefield. Charles a suivi son père et son frère dans l'église en 1735, et il a voyagé en Amérique avec John en Géorgie, revenant un an plus tard. En 1749, il épousa Sarah Gwynne, fille d'un gentleman gallois qui avait été converti au méthodisme par Howell Harris. Elle a accompagné les frères dans leurs voyages d'évangélisation à travers la Grande-Bretagne jusqu'à ce que Charles cesse de voyager en 1765.
Malgré leur proximité, Charles et son frère John n'ont pas toujours été d'accord sur les questions relatives à leurs convictions. En particulier, Charles s'est fermement opposé à l'idée d'une rupture avec l'Église d'Angleterre dans laquelle ils avaient été ordonnés. Ils se sont aussi opposés sur la doctrine de la perfection chrétienne adoptée par John Wesley et après lui par la majorité des méthodistes, Charles restant sur une ligne plus traditionnelle dans l'anglicanisme et dans le protestantisme en général, qu'on retrouve chez les méthodistes calvinistes (en).

## Biographie

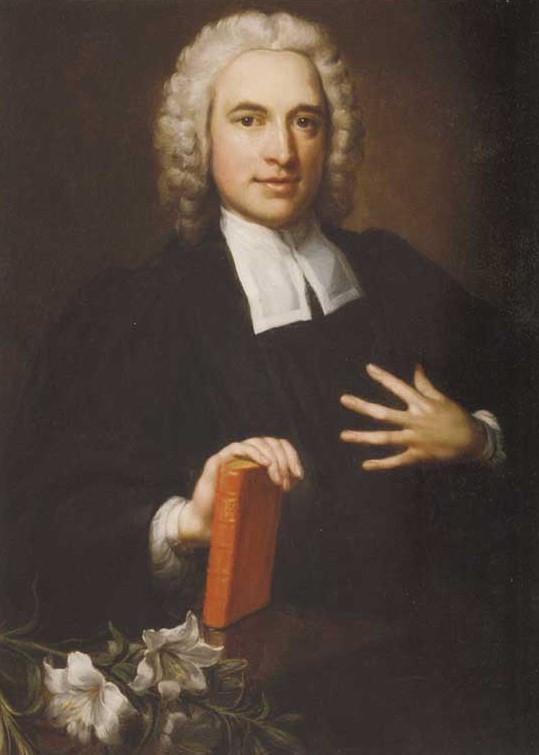
« Lily Portrait » de Wesley

### Jeunesse
Charles Wesley était le dix-huitième enfant de Susanna Wesley et Samuel Wesley. Il est né à Epworth, Lincolnshire, Angleterre, où son père était recteur. Il fit ses études à la Westminster School et à la Christ Church, Oxford, où il a été ordonné. Il a été ordonné diacre le 25 septembre 1725, puis prêtre l'année suivante. À Oxford, Charles forma un groupe de prière parmi ses camarades de classe en 1727; son frère aîné, John, se joignit à lui en 1729. Ce dernier en devint assez rapidement le chef et remodela le groupe selon ses propres perceptions. Ils se concentraient sur l'étude de la Bible et la vie sainte. D'autres étudiants se sont moqués d'eux, disant qu'ils étaient le « Holy Club » (saint club), les « sacramentariens » et les « méthodistes », étant méthodiques et exceptionnellement détaillés dans leur étude biblique, leurs opinions et leur style de vie discipliné. George Whitefield rejoignit le groupe. Après avoir obtenu son diplôme de maîtrise en langues classiques et en littérature, Charles s'oriente comme son père et son frère vers l'église en 1735.

### Voyage en Amérique
Le 14 octobre 1735, Charles et son frère John embarquèrent sur le Simmonds de Gravesend, Kent pour se rendre à Savannah dans la colonie de Géorgie en Amérique britannique à la demande du gouverneur James Oglethorpe. Lors de ce voyage, en particulier lors d'une tempête qui brisa l'un des mâts de leur navire, les frères Wesley furent impressionnés par la foi et la spiritualité profonde de colons appartenant à la communauté des Frères moraves, enracinée dans le piétisme. Ils considérèrent que les Moraves possédaient une force intérieure qui leur manquait. La religion profondément personnelle des piétistes moraves devait influencer fortement le méthodisme.
Tandis que John prenait un poste pastoral à Savannah, Charles fut nommé secrétaire aux affaires indiennes et partit, en qualité d'aumônier de la garnison et de la colonie, à Fort Frederica, sur l'île Saint-Simon, où, selon son journal, il arriva le mardi 9 mars 1736. Les choses ne se passèrent pas bien et il fut largement rejeté par les colons. En juillet 1736, Charles fut commissionné en Angleterre comme porteur des dépêches aux administrateurs de la colonie. Le 16 août 1736, il quitta Charleston, en Caroline du Sud, pour ne jamais retourner dans la colonie de Géorgie.

### Ministère

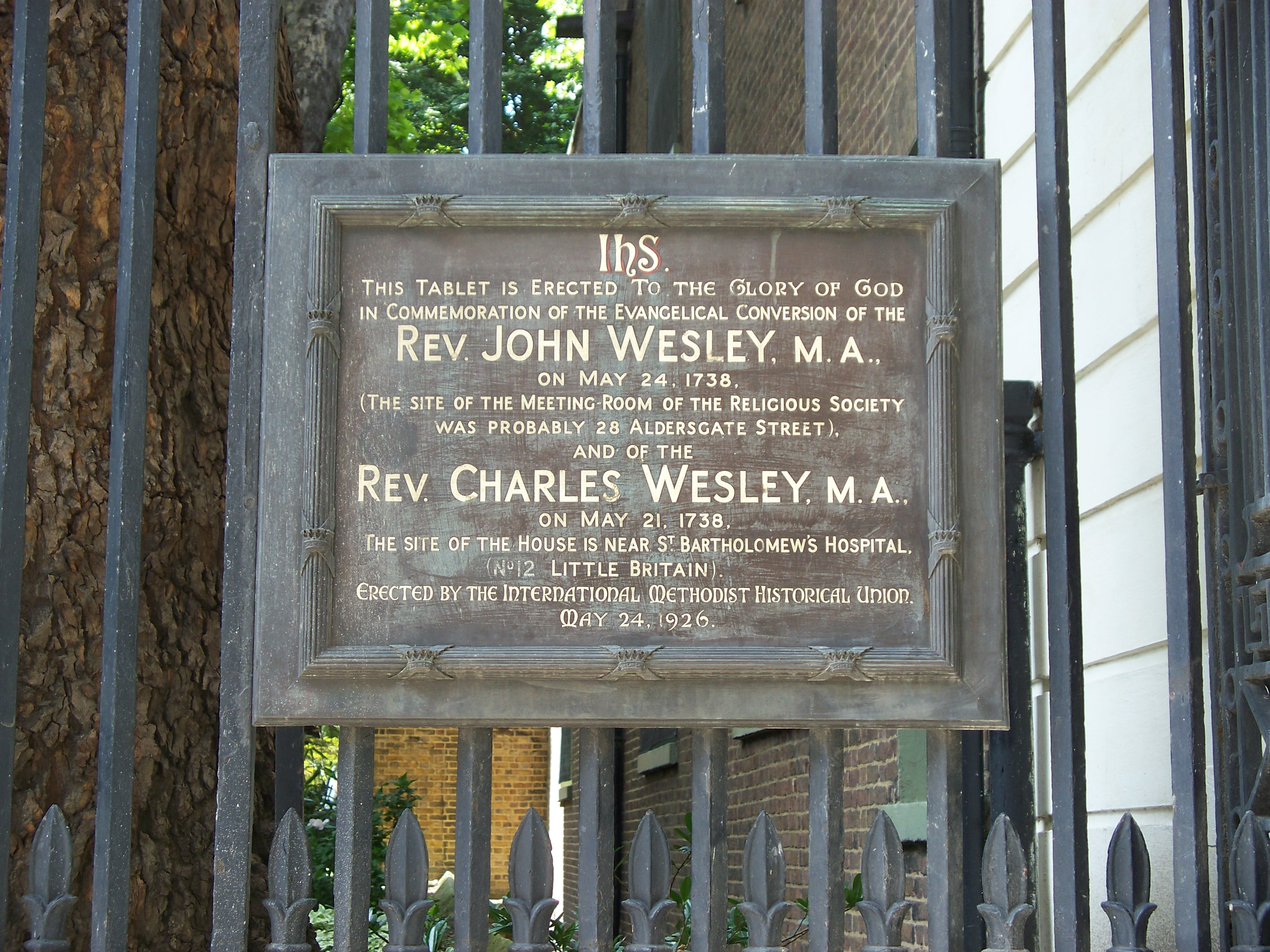
Plaque à Postman's Park, Londres, commémorant John et Charles Wesley.

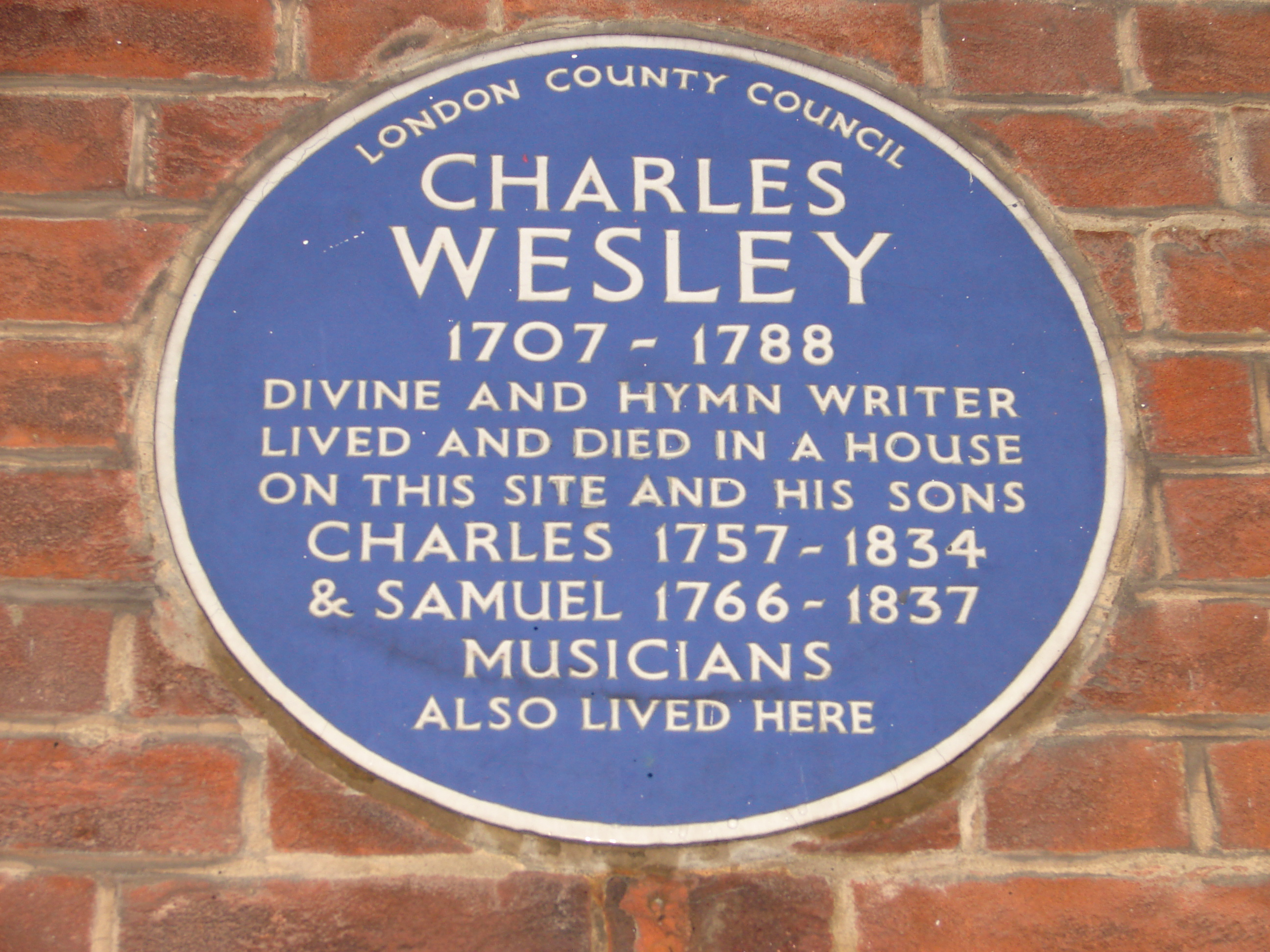
Plaque à Westminster commémorant le site de la maison de Wesley.

Charles Wesley connut une conversion le 21 mai 1738 - John Wesley eut une expérience similaire à Aldersgate Street trois jours plus tard. Une plaque bleue de la ville de Londres au 13, Little Britain, près de l'église de St Botolph's-sans-Aulnes, au large de Saint-Martin Le Grand, marque l'emplacement de l'ancienne maison de John Bray, réputée être le théâtre de la « conversion évangélique » de Charles le 21 mai 1738. Elle se lit comme suit : « À côté de ce site se trouvait la maison de John Bray. Scène de la conversion de Charles Wesley par la foi au Christ le 21 mai 1738 ».

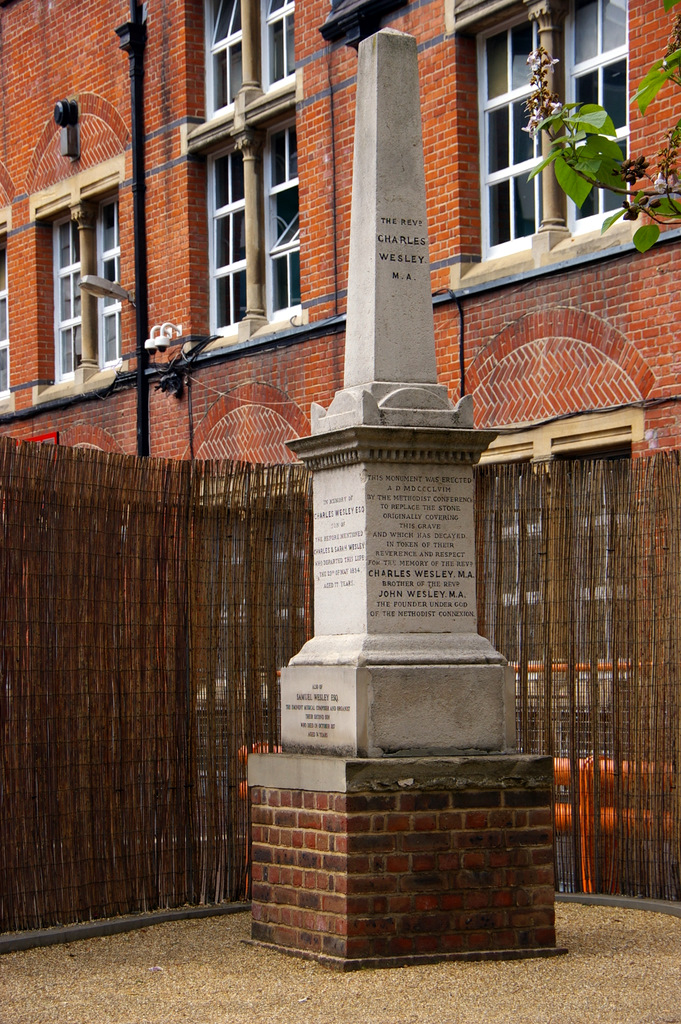
Monument à St Mary le Bone Old Churchyard à l'emplacement de la tombe d'origine de Wesley.

Charles Wesley ressentit une force renouvelée pour diffuser l'évangile aux gens ordinaires et c'est à cette époque qu'il commença à écrire les hymnes poétiques pour lesquels il allait devenir connu. Ce n'est qu'en 1739 que les frères ont commencé à prêcher en plein air, sous l'influence de George Whitefield, dont la prédication en plein air atteignait déjà un grand nombre de mineurs de Bristol.
Après avoir cessé de prêcher en plein air et de voyager fréquemment en raison d'une maladie en 1765, Wesley s'est installé et a travaillé dans la région autour de l'église paroissiale de St Marylebone. Bien plus tard, sur son lit de mort, il envoya chercher le recteur de l'église, John Harley, et lui dit : « Monsieur, quoi que le monde puisse dire de moi, j'ai vécu et je meurs, membre de l'Église d'Angleterre. Je vous prie de bien vouloir m'enterrer dans votre cimetière ». À sa mort, son corps a été transporté à l'église par six membres du clergé de l'Église d'Angleterre. Un monument lui est dédié dans les jardins de Marylebone High Street, à proximité de son lieu d'enterrement. L'un de ses fils, Samuel, est devenu organiste de cette même église.

## Mariage et enfants
En avril 1749, il épousa Sarah Gwynne (1726-1822), bien plus jeune que lui, également connue sous le nom de Sally. Elle était la fille de Marmaduke Gwynne, un riche magistrat gallois qui avait été converti au méthodisme par Howell Harris. Ils emménagèrent dans une maison à Bristol en septembre 1749. Sarah a accompagné les frères dans leurs voyages d'évangélisation à travers la Grande-Bretagne, jusqu'au moins en 1753. Après 1756, Charles ne fit plus de voyages dans des régions éloignées du pays, se déplaçant principalement entre Bristol et Londres.
En 1771, Charles obtient une autre maison, à Londres, et y emménage cette année-là avec son fils aîné. En 1778, toute la famille avait déménagé de Bristol à la maison de Londres, au 1 Chesterfield Street (maintenant Wheatley Street) dans Marylebone, où ils sont restés jusqu'à la mort de Charles et jusqu'au XIXe siècle. La maison de Bristol est toujours debout et a été restaurée mais la maison de Londres a été démolie au milieu du XIXe siècle.
Seuls trois des enfants du couple ont survécu à la petite enfance : Charles Wesley junior (1757–1834), Sarah Wesley (1759–1828), qui, comme sa mère, était aussi connue sous le nom de Sally, et Samuel Wesley (1766–1837). Leurs autres enfants, John, Martha Maria, Susannah, Selina et John James sont tous enterrés à Bristol, décédés entre 1753 et 1768. (Voir le monument dans le jardin du côté nord de la jonction de Lewis Mead et The Haymarket, Bristol.) Samuel et Charles junior étaient tous deux des enfants prodiges en musique et, comme leur père, sont devenus organistes et compositeurs. Charles junior a passé la majeure partie de sa carrière en tant qu'organiste personnel de la famille royale, et Samuel est devenu l'un des musiciens les plus accomplis au monde et est souvent appelé « le Mozart anglais ». Le fils de Samuel Wesley, Samuel Sebastian Wesley, était l'un des plus éminents compositeurs britanniques du XIXe siècle.

## Hymnes
La conversion de Wesley a eu un impact clair sur sa doctrine, en particulier la doctrine du Saint-Esprit. Le changement de doctrine peut être vu dans ses sermons après 1738, mais est le plus notable dans ses hymnes écrits après 1738.
À partir de l'ouvrage publié par Charles Hymns and Prayers to the Trinity et dans l'hymne numéro 62, il écrivit : « Le Saint-Esprit en partie nous le connaissons, car avec nous il réside, tout notre bien nous le lui devons, par sa grâce il nous guide, Il inspire nos pensées vertueuses, le mal il le détourne, et chaque semence de bon volonté, Il l'a plantée dans nos cœurs. » 
Charles communique plusieurs doctrines : l'habitation en soi du Saint-Esprit, l'œuvre sanctifiante du Saint-Esprit, la dépravation de l'humanité et la responsabilité personnelle de l'humanité envers Dieu. Ses hymnes ont eu une influence significative non seulement sur le méthodisme, mais sur la théologie moderne dans son ensemble.

### Collection d'hymnes

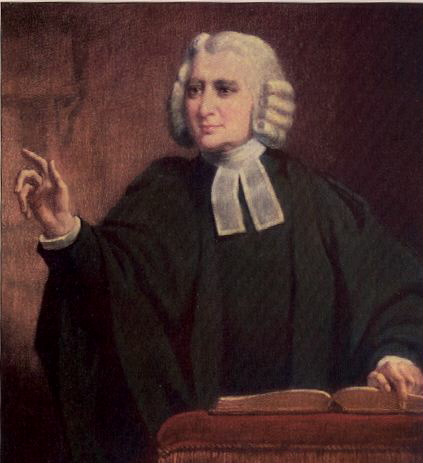
Charles Wesley prêchant, par William Gush.

Au cours de sa carrière, Charles Wesley a publié les textes de plus de 6 000 hymnes, dont de nombreux sont aujourd’hui encore populaires. Les suivants sont parmi les plus connus :
- "Arise, My Soul, Arise" (paroles)
- "And Can It Be That I Should Gain?" (paroles)
- "Christ the Lord Is Risen Today" (paroles)
- "Christ, Whose Glory Fills the Skies" (paroles)
- "Come, O Thou Traveler Unknown" (paroles)
- "Come, Thou Long Expected Jesus" (paroles)
- "Depth of Mercy, Can it Be" (paroles)
- "Father, I Stretch My Hands to Thee" (paroles)
- "Hail the Day That Sees Him Rise" (paroles)
- "Hark! The Herald Angels Sing" (paroles)
- "Jesus, Lover of My Soul" (paroles)
- "Jesus, The Name High Over All" (paroles)
- "Lo! He comes with clouds descending" (paroles)
- "Love Divine, All Loves Excelling" (paroles)
- "O for a Heart to Praise My God" (paroles)
- "O for a Thousand Tongues to Sing" (paroles)
- "Rejoice, the Lord is King" (paroles)
- "Soldiers of Christ, Arise" (paroles)
- "Sun of Unclouded Righteousness" (paroles)
- "Thou Hidden Source of Calm Repose" (paroles)
- "Ye Servants of God" (paroles)

Les paroles de nombreux hymnes sont sur Wikisource et dans ses nombreuses publications,. Environ 150 de ses hymnes sont dans le recueil d’hymnes méthodiste Hymns and Psalms (New York et Chicago, 1872). Beaucoup de ses hymnes sont traduits dans d'autres langues et forment la base des hymnes méthodistes, ainsi que du Metodist-Episkopal-Kyrkans psalmbok suédois imprimé à Stockholm en 1892.
Ses hymnes ont soulevé l’intérêt de la liturgiste et hymnologue Simei Monteiro qui au début du XXIe siècle travaille à leur traduction en portugais. Elle recrée les textes dans le contexte latino-américain selon un processus d’inculturation,.

## Psaumes
Les hymnes de Wesley sont remarquables en tant qu'interprétations des Écritures. Il a également produit des paraphrases des Psaumes, contribuant à la longue tradition des psaumes métriques anglais. Une caractéristique notable de ses Psaumes est l'introduction de Jésus dans les Psaumes, perpétuant une tradition de lectures christologiques des Psaumes évidente dans les traductions de John Patrick et Isaac Watts. L'introduction de Jésus dans les Psaumes a souvent été source de controverse, même au sein de la propre famille de Wesley. Le frère de Charles, Samuel Wesley, a écrit un poème contre une telle pratique. Les Psaumes manuscrits de Wesley sont d'une importance particulière, conservés dans les archives de la Pitts Theology Library de l'Université Emory.

## Mort et enterrement
À l'âge de 80 ans, Charles Wesley est décédé le 29 mars 1788, à Londres, en Angleterre. Depuis qu'il se considérait comme membre de l'Église d'Angleterre, il avait demandé à être enterré en tant que tel, et est enterré dans le cimetière de l'église paroissiale de St Marylebone.

## Héritage
Wesley est encore connu pour son ministère à St. Simon's Island, en Géorgie, par la Conférence de Géorgie du Sud de l'Église méthodiste unie ; en 1950, la conférence ouvrit un centre de retraite chrétien sur l'île au bord de la rivière Frederica, le désignant « Epworth près de la mer » en l'honneur de son lieu de naissance et de celui de John. Il est commémoré dans le calendrier des saints de l'Église évangélique luthérienne en Amérique le 2 mars avec son frère John.[réf. nécessaire] Les frères Wesley sont également commémorés le 3 mars dans le calendrier des saints de l'Église épiscopalienne et le 24 mai dans le calendrier anglican. Charles est commémoré le 29 mars dans le calendrier des commémorations de l'Ordre de Saint-Luc ; John est commémoré le 2 mars; leurs parents sont également commémorés.
À la suite de cette production d'hymnes encore utilisés aujourd'hui, la Gospel Music Association a reconnu ses contributions musicales à l'art de la musique gospel en 1995 en inscrivant son nom au Gospel Music Hall of Fame.
Wesley a écrit deux des « quatre grand hymnes anglicans » : « Hark! The Herald Angels Sing » et « Lo! He Comes With Clouds Descending ».

### Tricentenaire
Le 24 mai 2007 a été célébré comme le tricentenaire de la naissance de Wesley, avec de nombreux événements festifs organisés dans toute l'Angleterre, même si Wesley est en fait né en décembre 1707. La date du 24 mai est connue des méthodistes sous le nom d'« Aldersgate Day » et commémore le réveil spirituel de Charles puis de John Wesley en 1738. En particulier, dans le village d'Epworth, dans le nord du Lincolnshire, à la Wesley Memorial Methodist Church, il y a eu un festival des fleurs, les 26 et 28 mai, avec des compositions florales représentant certains des hymnes de Wesley, tels que O for a Thousand Tongues to Sing, And Can It Be, et O For a Trumpet Voice.
En novembre 2007, An Post, l'office postal irlandais, a émis un timbre de 78c pour commémorer le 300e anniversaire de la naissance de Wesley[réf. souhaitée].
Représentations de Wesley en vitrail
|                                            |
| Wesley à la St. Matthew's Church, Bristol. |

|                                                                       |
| Bach, Wesley et Handel, au Cambridge Rd Methodist Church, Birmingham. |

|                                                                                     |
| Charles Wesley, John Wesley et Francis Asbury au Lac Junaluska en Caroline du Nord. |

## Au cinéma
- A Heart Set Free - T. N. Mohan, 2007, un long métrage documentaire sur la vie et les hymnes de Charles Wesley.
- Wesley - Foundery Pictures, 2009, avec Burgess Jenkins dans le rôle de John Wesley, R. Keith Harris dans le rôle de Charles Wesley et avec June Lockhart dans le rôle de Susanna Wesley et Kevin McCarthy dans le rôle de l'évêque Ryder.